# Valles-hágó
A Valles-hágó (olaszul: Passo Valles, ladin nyelven Pas de Valès) egy 2032 méter magasan fekvő hegyi hágó a Bellunói-Dolomitokban. Összeköti a délnyugati, trentinói oldalon fekvő Paneveggio községet az északkeleti, venetói oldalon fekvő Falcade várossal. Népszerű túra- és télisport-központ, a Dolomiti Superski pályarendszer része.

## Fekvése
A Valles-hágó a Dolomitok délkeleti részén, a Bellunói-Dolomitokban található, Trentino-Dél-Tirol és Veneto régiók határán. Elválasztja egymástól a délnyugati, trentinói oldalon fekvő Paneveggio Nemzeti Parkot az északkeleti, venetói (Belluno megyei) oldalon emelkedő Pale di San Martino hegycsoportot.
A hágó összeköti egymással a délnyugati Travignolo patak völgyét az északkeleti Biois-völggyel. A Biois (Bióis) patak völgye, ahol Falcade is fekszik, a Cordevole mellékfolyója, mely elválasztja egymástól a Marmolada (Marmolata) masszívumot északon és a Pale di San Martino csoportot délen.

## Történelme
Tonadico vidéke 1349-ig a feltrei püspökséghez tartozott, ekkor a Habsburgok szerezték meg. A Habsburg Birodalom része maradt az első világháború végéig.
A hágóban álló kápolna a paneveggiói katonai temető kápolnája. Elődjét 1914-ben építették, majd 1948-ban átépítették mai formájában.

## Közlekedése
A hágó útja, az SP25 sz. tartományi főútvonal délnyugaton Predazzót a Rolle-hágóval és San Martino di Castrozzával összekötő SS50-es főútból ágazik ki Bellamontei síközponttól keletre, a Paneveggio-tó közelében. Az SP25-ös hágóút délnyugati rámpája a Travignolo-patak völgyében kapaszkodik felfelé, az északkeleti rámpa a Biois-patak völgyében ereszkedik Falcade városig. Az út itt becsatlakozik az SS346-os számú nyugat-keleti főútvonalba, amely nyugaton Moena és a San Pellegrino-hágó felől érkezik, és kelet felé a Cordevole-völgyben, Cencenighe Agordino községben végződik. Az út Paneveggióból felvezető út nyugati rámpája 7 km hosszú, a Falcadéból felvezet keleti rámpa 16 km hosszú.
A trentinói Paneveggio közigazgatásilag a Fiemme-völgyi Predazzo városhoz tartozik. A bellunói San Martino di Castrozza egy része közigazgatásilag Siror, többi része Tonadico községhez tartozik.

## Turizmus, sport
A Valles-hágón síterepe a Dolomiti Superski sípályarendszer egyik zónájához (Tre Valli – Moena/Lusia – San Pellegrino/Falcade) tartozik. A hágó környéki legelőkön nyáron szarvasmarha-legeltetés folyik. A hágón keresztül halad a 2. sz. Dolomiti magashegyi túraút, amely északról, a San Pellegrino-hágóból érkezik, és folytatódik délnek, a 3054 m magas Mulaz-hegy és a Pale di San Martino hegycsoport felé. A hágótetőn a Capanna turistaház (rifugio) és több étterem található.